# Stater
Stater (grč. στατήρ: „težina“) je starovekovna kovanica koji su koristili Grci i Lidijci od 8. veka p. n. e. do 50. godine. Stater su takođe koristili i Kelti. Robin Lane Fox tvrdi kako su Evbejci kopirali stater od feničkog šekela, koji je bio iste težine i sličnog oblika.

## Spoljašnje veze
- Britanski muzej - stater Архивирано на веб-сајту  (8. август 2009)
- Grčki otoci i antičke kovanice